# بارميندر ناغرا
بارميندر كور ناغرا (بالإنجليزية: Parminder Nagra)‏ (من مواليد 5 أكتوبر 1975) ممثلة تلفزيونية وسينمائية بريطانية، اشتهرت بظهورها في فيلم لفها مثل بيكام (2002),

## روابط خارجية
- بارميندر ناغرا على موقع IMDb (الإنجليزية)
- بارميندر ناغرا على موقع روتن توميتوز (الإنجليزية)
- بارميندر ناغرا على موقع ألو سيني (الفرنسية)
- بارميندر ناغرا على موقع ميوزك برينز (الإنجليزية)
- بارميندر ناغرا على موقع أول موفي (الإنجليزية)
- بارميندر ناغرا على موقع قاعدة بيانات الأفلام السويدية (السويدية)
- بارميندر ناغرا على موقع إن إن دي بي (الإنجليزية)
- بارميندر ناغرا على موقع قاعدة بيانات الفيلم (الإنجليزية)
- بارميندر ناغرا على موقع كينوبويسك (الروسية)
- Parminder Nagra Online (fansite)
- Interview in the Leicester Mercury